# Dolsk
Pour les articles homonymes, voir Dolsk (homonymie).
Dolsk (prononciation : [dɔlsk], en allemand : Dolzig) est une ville de la Voïvodie de Grande-Pologne et du powiat de Śrem.
Elle est située à environ 12 kilomètres au sud de Śrem, siège du powiat, et à 46 kilomètres au sud de Poznań, capitale de la voïvodie de Grande-Pologne.
Elle est le siège administratif de la gmina de Dolsk.
Elle s'étend sur 6,2 km2.

## Géographie

Plan de la ville.

La ville de Dolsk est située au centre de la voïvodie de Grande-Pologne, en plein cœur d'une région agricole. Aucun cours d'eau ne passe par la ville, qui est néanmoins située aux bords d'un lac.

## Histoire
Dolsk a été mentionnée pour la première fois dans l'un des premiers documents écrits en langue polonaise, la Bulle de Gniezno, en 1136. À l'époque, le lieu était la propriété des évêques de Gniezno. Au milieu du XIIIe siècle, Dolsk est passée aux mains des évêques de Poznań, qui resteront les propriétaires de la ville jusqu'aux partages de la Pologne. Située sur la route commerciale reliant Poznań à Wrocław, Dolsk a tiré des revenus importants des commerçants et des marchands, qui étaient obligés de vendre leurs marchandises sur le marché local avant de poursuivre la route. Dolsk a obtenu ses droits de ville en 1359, grâce au roi Casimir III de Pologne. En 1797, la ville est passée sous domination prussienne. De 1815 à 1919, Dolzig fait partie de l'arrondissement de Schrimm dans le district de Posen dans la province de Posnanie. Pendant la Seconde Guerre mondiale, 10 personnes des environs de la ville ont été exécutées. Celle-ci a été libérée par l'Armée rouge le 21 janvier 1945.

De 1975 à 1998, la ville faisait partie du territoire de la voïvodie de Poznań. Depuis 1999, la ville fait partie du territoire de la voïvodie de Grande-Pologne.

## Monuments
- l'église paroissiale saint Michel archange, construite en 1460 ;
- l'église de style baroque saint Laurent, construite en 1685 ;
- l'église en bois du saint Esprit, construite en 1618.

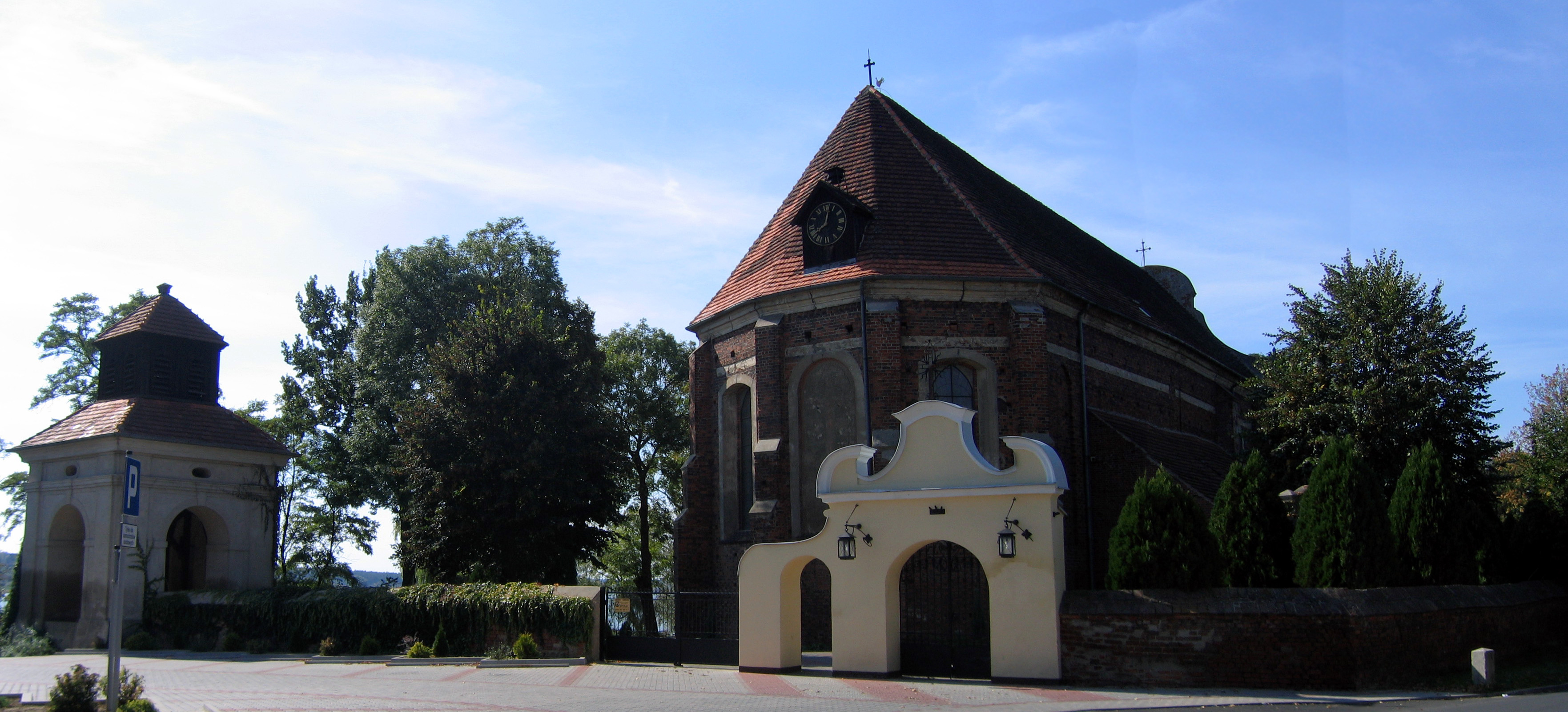
L'église saint Michel archange.
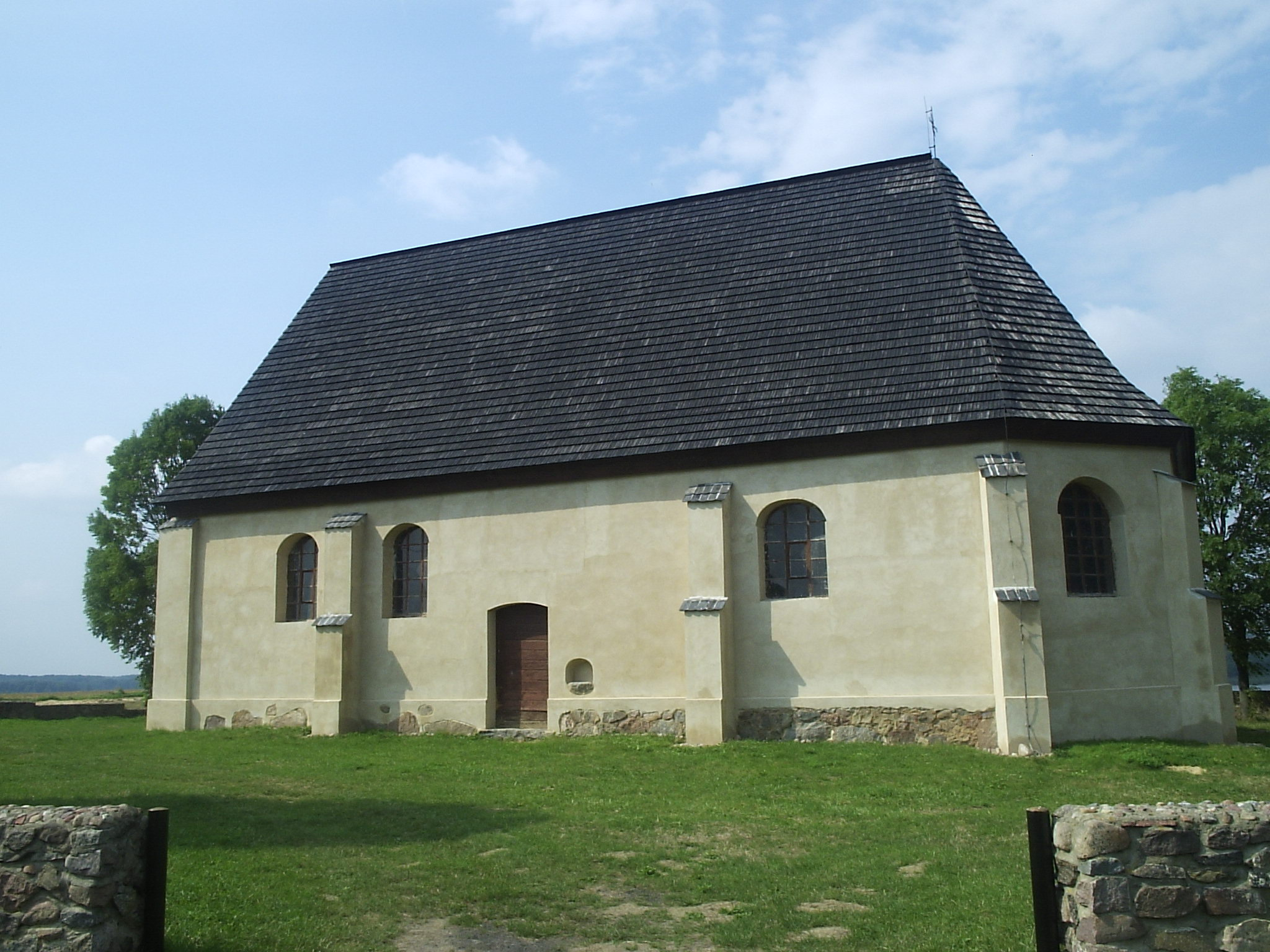
L'église saint Laurent.
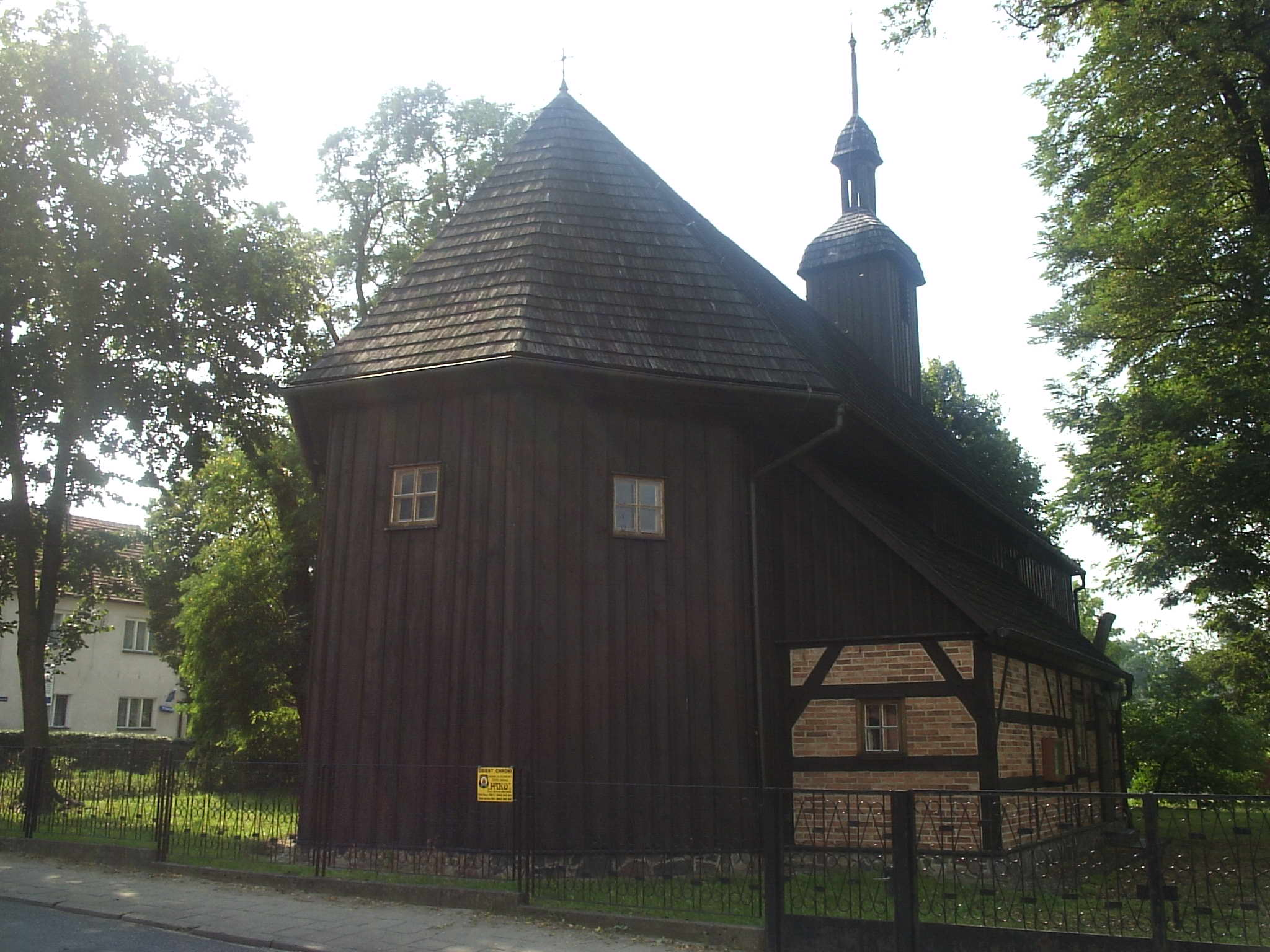
L'église en bois.
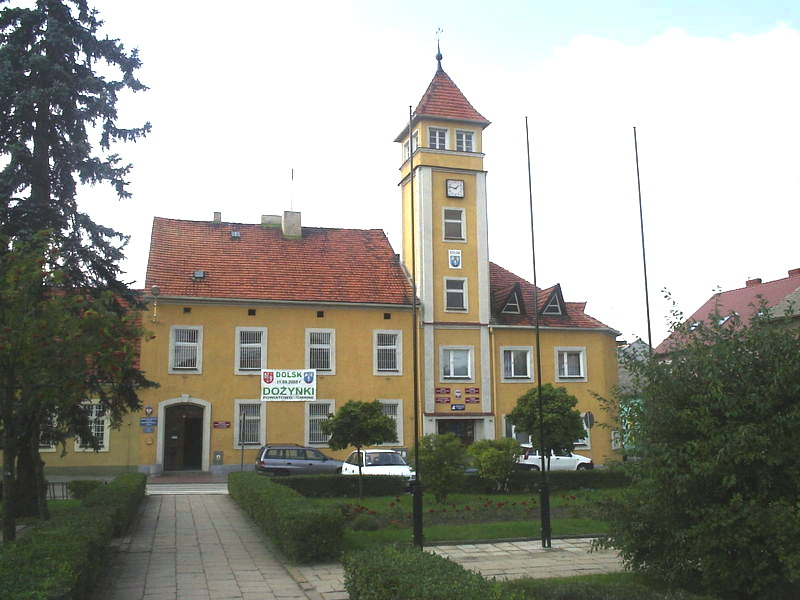
La mairie.

## Démographie
Données du 31 décembre 2009 :
| Description                  | Total  | Total | Femmes | Femmes | Hommes | Hommes |
| ---------------------------- | ------ | ----- | ------ | ------ | ------ | ------ |
| Unité                        | Nombre | %     | Nombre | %      | Nombre | %      |
| Population                   | 1 527  | 100   | 752    | 49,25  | 775    | 50,75  |
| Population de 0 à 17 ans     | 281    | 18,4  | 129    | 8,45   | 152    | 9,95   |
| Population de 18 à 65 ans    | 1 010  | 66,14 | 460    | 30,12  | 550    | 36,02  |
| Population de plus de 65 ans | 236    | 15,46 | 163    | 10,67  | 73     | 4,78   |

## Voies de communication
Les routes voïvodales 434 (qui relie Łubowo à Rawicz) et 437 (pl) (qui relie Dolsk à Borek Wielkopolski) passent par la ville.